# Lauri Pihkala
Lauri Pihkala (geboren als Lauri Gummerus am 5. Januar 1888 in Pihtipudas, Finnland; † 20. Mai 1981 in Helsinki) war ein finnischer Leichtathlet und Erfinder des Pesäpallo, einer finnischen Variante des Baseballs.
Lauri Pihkala, der den Spitznamen Tahko hatte, war als Leichtathlet ins finnische Olympiateam berufen worden, das bei den Olympischen Spielen 1908 in London antrat. Pihkala nahm im Diskuswurf und im Hochsprung teil. Im Hochsprung belegte er Platz 16 unter 22 Teilnehmern. Das Resultat im Diskuswurf ist unbekannt.
Pihkala reiste auch zu den Olympischen Spielen 1912 nach Stockholm. Hier trat er im 800-Meter-Lauf an, konnte jedoch seinen Lauf nicht beenden.
In den folgenden Jahren wurde Pihkala zum ersten professionellen Leichtathletiktrainer in Finnland. In dieser Funktion war er zudem für die finnische Armee tätig. Im Finnischen Bürgerkrieg 1918 trat er der Suojeluskunta bei, einer paramilitärischen Miliz, und war für die Propaganda der Organisation zuständig. Politisch war Pihkala ein Aktivist des rechten Parteienspektrums. Er befürwortete die Eugenik, um die militärischen Fähigkeiten der Finnen zu stärken.
Durch sein Interesse am Sport war Pihkala an der Entwicklung verschiedener Sportaktivitäten beteiligt. So entwickelte er in den 1920er Jahren das dem Baseball ähnelnde Mannschaftsspiel Pesäpallo, das heutzutage Anhänger nicht nur in Finnland hat, sondern auch in Schweden, Estland, Deutschland, der Schweiz, im Vereinigten Königreich, Japan und Australien gespielt wird. 2017 verlieh der Finnische Pesäpallo-Verband den Tahko-Pihkala-Preis für Pioniere des internationalen Pesäpallo an den Deutschen Konstantinos Oikonomides.
1969 wurde Lauri Pihkala die Ehrendoktorwürde im Bereich Sportwissenschaft von der Universität Jyväskylä verliehen.

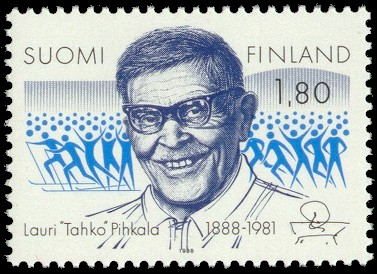
Finnische Briefmarke zum 100. Geburtstag Pihkalas